# Battonya
Battonya là một thành phố thuộc hạt Békés, Hungary. Thành phố này có diện tích 145,71 km², dân số năm 2010 là 5726 người, mật độ 39 người/km².